# 1924-es Tour de France
Az 1924-es Tour de France volt a 18. francia körverseny. 1924. június 22-e és július 20-a között rendezték. 1910-óta minden évben 15 szakaszból állt a verseny, ebben az évben is 15 szakaszból állt utoljára. A 3.425 kilométeres távnak 157 kerekes vágott neki, a célig mindössze 60-an értek el. A Pélissier testvérek a harmadik szakaszon adták fel, rendezőségi vitáik miatt. Ottavio Bottecchia lett az első olasz versenyző, aki megszerezte a sárga trikót, már az első szakaszon és a verseny végéig meg is őrizte. Botecchia a pireneusi szakaszok végére már 50 perces előnyt szerzett, és bár az Alpokban Nicolas Frantz jobban teljesített, de a hátrányt már csak csökkenteni tudta, behozni nem.

## Szakaszok
| Szakasz | Időpont    | Végpontok                     | Jellege       | Hossz (km) | Szakaszgyőztes                                 | Összetett első           |
| ------- | ---------- | ----------------------------- | ------------- | ---------- | ---------------------------------------------- | ------------------------ |
| 1       | június 22. | Párizs – Le Havre             | Sík szakasz   | 381        | Ottavio Bottecchia (ITA)                       | Ottavio Bottecchia (ITA) |
| 2       | június 24. | Le Havre – Cherbourg          | Sík szakasz   | 371        | Romain Bellenger (FRA)                         | Ottavio Bottecchia (ITA) |
| 3       | június 26. | Cherbourg – Brest             | Sík szakasz   | 405        | Philippe Thys (BEL) · Théophile Beeckman (BEL) | Ottavio Bottecchia (ITA) |
| 4       | június 28. | Brest – Les Sables-d’Olonne   | Sík szakasz   | 412        | Félix Goethals (FRA)                           | Ottavio Bottecchia (ITA) |
| 5       | június 30. | Les Sables d'Olonne – Bayonne | Sík szakasz   | 482        | Omer Huyse (BEL)                               | Ottavio Bottecchia (ITA) |
| 6       | július 2.  | Bayonne – Luchon              | Hegyi szakasz | 326        | Ottavio Bottecchia (ITA)                       | Ottavio Bottecchia (ITA) |
| 7       | július 4.  | Luchon – Perpignan            | Hegyi szakasz | 323        | Ottavio Bottecchia (ITA)                       | Ottavio Bottecchia (ITA) |
| 8       | július 6.  | Perpignan – Toulon            | Sík szakasz   | 427        | Louis Mottiat (BEL)                            | Ottavio Bottecchia (ITA) |
| 9       | július 8.  | Toulon – Nizza                | Hegyi szakasz | 280        | Philippe Thys (BEL)                            | Ottavio Bottecchia (ITA) |
| 10      | július 10. | Nizza – Briançon              | Hegyi szakasz | 275        | Giovanni Brunero (ITA)                         | Ottavio Bottecchia (ITA) |
| 11      | július 12. | Briançon – Gex                | Hegyi szakasz | 307        | Nicolas Frantz (LUX)                           | Ottavio Bottecchia (ITA) |
| 12      | július 14. | Gex – Strassbourg             | Hegyi szakasz | 360        | Nicolas Frantz (LUX)                           | Ottavio Bottecchia (ITA) |
| 13      | július 16. | Strassbourg – Metz            | Sík szakasz   | 300        | Arsène Alancourt (FRA)                         | Ottavio Bottecchia (ITA) |
| 14      | július 18. | Metz – Dunkerque              | Sík szakasz   | 433        | Romain Bellenger (FRA)                         | Ottavio Bottecchia (ITA) |
| 15      | július 20. | Dunkerque – Párizs            | Sík szakasz   | 343        | Ottavio Bottecchia (ITA)                       | Ottavio Bottecchia (ITA) |

## Végeredmény
|                          | Versenyző          | Kategória | Idő             |
| ------------------------ | ------------------ | --------- | --------------- |
| 1                        | Ottavio Bottechia  | 1         | 226 óra 18' 21" |
| 2                        | Nicolas Frantz     | 1         | +35' 36"        |
| 3                        | Lucien Buysse      | 1         | +1 óra 32' 13"  |
| 4                        | Bartolomeo Aimo    | 1         | +1 óra 32' 47"  |
| 5                        | Théophile Beeckman | 1         | +2 óra 11' 12"  |
| 6                        | Joseph Muller      | 1         | +2 óra 35' 13"  |
| 7                        | Arsène Alancourt   | 1         | +2 óra 41' 31"  |
| 8                        | Romain Bellenger   | 1         | +2 óra 51' 09"  |
| 9                        | Omer Huyse         | 2         | +2 óra 58' 13"  |
| 10                       | Hector Tiberghien  | 1         | 3 óra 05' 04"   |
| 157 induló 60 célba érő. |                    |           |                 |